# The Volunteer (film 1917)
The Volunteer è un film muto del 1917 diretto da Harley Knoles.

## Trama
Madge Evans, giovanissima stella della casa di produzione World, va a trovare i nonni quaccheri, Timothy e Tabitha Mendenhall, dopo che i suoi genitori sono partiti per servire in guerra. In casa dei nonni vige una severa disciplina che include anche un rigido pacifismo che vieta a Jonathan, lo zio di Madge, di arruolarsi anche se il giovane vorrebbe farlo. Quando Jonathan diventa maggiorenne, sfida le regole andando ad arruolarsi nonostante l'opposizione di suo padre Timothy che, per questo motivo, lo rinnega.
In città viene proiettato l'ultimo film di Madge: la ragazzina chiede al nonno di poterlo andare a vedere, ottenendone un rifiuto. Timothy, però, emozionato dal talento di Madge dopo aver assistito allo spettacolo, rimane completamente conquistato. L'atteggiamento del vecchio quacchero cambia: dopo aver elogiato la nipote, perdona il figlio e scrive una lettera alla madre di Madge che era andata via di casa per sposarsi, perdonando anche lei e chiedendole di ritornare insieme al marito.

## Produzione
Il film, girato a Fort Lee, nel New Jersey, fu prodotto dalla World Film con il titolo di lavorazione Little Patriots. Il film include scene degli studi di produzione con cameo di attori, personale della casa di produzione, del direttore generale Brady e del regista Knoles.

## Distribuzione
Il copyright del film, richiesto dalla World Film Corp., fu registrato il 10 novembre 1917 con il numero LU11698 LU11867.
Distribuito dalla World Film e presentato da William A. Brady, il film uscì nelle sale cinematografiche statunitensi il 24 dicembre 1917.